# イガラ族
イガラ人（イガラじん、Igala people）あるいはイガラ（イガラ、Igala）は、北ナイジェリアの広い範囲に居住する農耕民。言語は、ニジェール・コンゴ語族のクワ・グループのうちヨルバ・グループに属する。

## 居住地
ニジェール川の東岸、ベヌエ川と合流地点の南方森林に住んでいる。中心のイダーは、ニジェール川沿いの重要交易拠点のひとつ。

## 生活
狩猟、漁業、交易によって生活している。主食はヤムイモ。